# Ursel Scheffler
Ursel Scheffler (Norimberga, 29 luglio 1938) è una scrittrice tedesca.
Ha studiato lingue e antropologia.
Negli anni settanta ha iniziato a scrivere libri per ragazzi. Ad oggi ne ha pubblicati oltre 60.
Fra i personaggi dei suoi libri il più conosciuto è Inkiostrik, protagonista di dieci racconti, un mostro a tre gambe e quattro gobbe che ama vivere nello sporco e si nutre di inchiostro.

## Opere
- Lucy e i vampiri (Arnoldo Mondadori Editore - 1993)
- Gli occhiali di Paola (AER - 1997)
- Il computer segreto del nonno (Nord-Sud edizioni - 1997)
- Tutti lo chiamavano Pomodoro (Nord-Sud edizioni - 1997)
- Rinaldo, il re della pizza (Nord-Sud edizioni - 1998)
- L'uomo dal guanto nero (Nord-Sud edizioni - 1999)
- Chi trova un amico... (La margherita - 2000)
- Lia, cucciolo senza paura (Nord-Sud edizioni - 2000)
- Le spacconate di Capitan Bonaccia (Nord-Sud edizioni - 2002)

### Inkiostrik
- Inkiostrik, il mostro dell'inchiostro (Edizioni Piemme - 1993)
- Inkiostrik, il mostro delle tasche nauseabonde (Edizioni Piemme - 1995)
- Inkiostrik, il mostro dello zainetto (Edizioni Piemme - 1997)
- Inkiostrik, il mostro del circo (Edizioni Piemme - 1998)
- Inkiostrik, il mostro dei pirati (Edizioni Piemme - 1999)
- Inkiostrik, il mostro del Luna Park (Edizioni Piemme - 2000)
- Inkiostrik, il mostro del castello (Edizioni Piemme - 2003)
- Inkiostrik, un mostro nello Spazio (Edizioni Piemme - 2004)
- Inkiostrik, il mostro del calcio (Edizioni Piemme - 2006)
- Inkiostrik, il mostro del computer (Edizioni Piemme - 2007)